# Azáfidas
Os azáfidas ou Banu Alazafi (em árabe: بنو العزفي; romaniz.: Banu al-ʿAzafi) foram uma família nobre na cidade de Ceuta, no norte da África. Em 654 AH (1256/57), Abu Alcácime Alazafi tornou-se o governante da cidade após expulsar o governador do califa almóada Abu Hafes Omar Almortada (r. 1248–1266). Posteriormente, a dinastia foi a governante de facto, embora mais tarde reconhecesse os merínidas como seus soberanos. Em 1304, se rebelaram contra os merínidas, mas essa independência durou pouco, pois a cidade foi conquistada pela frota do Reino Nacérida de Granada em maio de 1306. Em 1309, Granada devolveu a cidade aos merínidas e em 1311 Iáia Alazafi foi nomeado governador. Após a morte de Iáia (data desconhecida entre 1322 e 1328), a ordem foi quebrada sob o governo de seu filho Abu Alcácime. A convite do povo, as forças merínidas marcharam à cidade em 1327 ou 1328, acabando com sua autonomia e colocando-a sob o governo direto do sultão Abuçaíde Otomão II.